# 白衣の姉妹
『白衣の姉妹』（はくいのしまい）は、1978年3月6日から5月5日にTBS「花王 愛の劇場」枠にて放送された昼ドラマである。

## キャスト
- 緑川秋 - 島かおり
- 夏 - 沢井桃子
- 正彦 - 山本圭
- 隆太 - 新倉博
- 内田稔
- 小栗一也
- 工藤明子
- 青木和子
- 大森晴美
- ナレーター - 初井言榮

## スタッフ
- 原作 - A・J・クローニン『純愛記』
- 脚本 - 芦沢俊郎
- 制作 - 松竹、TBS